# Prakash Sagili
Prakash Sagili (ur. 2 stycznia 1957) – indyjski duchowny katolicki, biskup Khammam od 2024.

## Życiorys

### Prezbiterat
Święcenia kapłańskie otrzymał 25 kwietnia 1984 i został inkardynowany do diecezji Cuddapah. Początkowo pracował głównie w duszpasterstwie młodzieży, najpierw jako dyrektor diecezjalnego ośrodka dla młodych (1985–1987), następnie jako regionalny duszpasterz (1987–1993) i jako dyrektor krajowego Ruchu Młodych (1995–2001). W latach 2002–2007 był wikariuszem generalnym diecezji, w latach 2008–2011 kierował szpitalem w Bengaluru, a w kolejnych latach był proboszczem parafii w Sivadi (2011–2015), w Kadapie (katedra, 2015–2020) oraz w Chittor (2020–2024).

### Episkopat
17 lutego 2024 papież Franciszek mianował go biskupem diecezjalnym Khammam.
9 kwietnia 2024 otrzymał święcenia biskupie w Katedrze Bożego Miłosierdzia w Khammam. Udzielił mu ich arcybiskup Hajdarabadu, kardynał Anthony Poola. 